# Mirosław Domińczyk
Mirosław Mikołaj Domińczyk (ur. 6 grudnia 1953 w Krakowie, zm. 8 lutego 2023) – działacz opozycyjny w PRL.

## Życiorys
Urodził się 6 grudnia 1953 roku w Krakowie. W 1970 ukończył Zasadniczą Szkołę Metalową w Kielcach. W latach 1970–1981 pracował w Kieleckim Przedsiębiorstwie Instalacji Budownictwa.
Od 1980 zaangażowany w działalność opozycyjną. W lipcu i sierpniu uczestniczył w strajkach w kieleckich zakładach pracy. Był współorganizatorem Wolnych Związków Zawodowych w Kieleckim Przedsiębiorstwie Instalacji Budownictwa, „Transbudzie” oraz Kombinacie Budownictwa Miejskiego i Fabryce Łożysk Tocznych Iskra w Kielcach. W sierpniu 1980 brał udział w strajku w Stoczni Gdańskiej. We wrześniu 1980 został wybrany przewodniczącym Międzyzakładowej Komisji Związkowej NSZZ „Solidarność” Regionu Świętokrzyskiego. Od 1981 był redaktorem gazety „Robotnik Kielecki”. 13 grudnia 1981 został internowany i był więziony w zakładach karnych: Kielce-Piaski, Rzeszów Załęże, Nowy Łupków, Załęże i ponownie Kielce. Częściowo zwolniony w październiku 1982.
W lutym 1983 wraz z rodziną udał się na emigrację. Najpierw do RFN, a później do USA. Zamieszkał w Nowym Jorku, gdzie w latach 1983–1985 brał udział w pracach Komitetu Pomocy NSZZ „Solidarność”, organizował pomoc materialną dla podziemia w Polsce, a także – w latach 1983–1993 – był konsultantem do spraw Europy Wschodniej w AFL-CIO w Waszyngtonie. Następnie do 2002 pracował jako inspektor nadzoru budynków mieszkalnych Lawrence Properties w Nowym Jorku. Ponadto od 1989 do 1993 pomagał w organizowaniu wolnych związków zawodowych w Związku Radzieckim, Rumunii, Bułgarii, na Węgrzech i Ukrainie.
W 2003 powrócił na stałe do Polski. W 2006 brał udział w wyborach samorządowych do sejmiku świętokrzyskiego z listy Ligi Polskich Rodzin.
Zmarł 8 lutego 2023 roku w wieku 69 lat, a uroczystości pogrzebowe odbyły się 17 lutego w Bazylice katedralnej Wniebowzięcia NMP w Kielcach.

### Życie prywatne
Jego córkami są aktorki: Dagmara Domińczyk, Marika Domińczyk i Weronika Domińczyk.

## Odznaczenia
- Krzyż Solidarności Walczącej (2010)
- Krzyż Kawalerski Orderu Odrodzenia Polski (2012)